# Гуляев, Геннадий Иванович
Геннадий Иванович Гуляев (род. 19 января 1926, село Новые Кайдаки, пригород Екатеринослава, ныне — в черте г. Днепра — 11 июля 2020, г. Днепр) — металлург: доктор технических наук, профессор.

## Биографические вехи
1948 год — окончил Московский институт стали.
1949—1952 годы — работал на Южнотрубном заводе в Никополе.
1952—2004 годы — работал в Трубном институте имени Я. Е. Осады в Днепропетровске.
С 1977 года — доктор технических наук (тема диссертации: «Влияние технологических параметров на качество труб при непрерывной безоправочной прокатке»), с 1979 года — профессор.
1966—1991 годы — заместитель директора института по научной работе.
В 2004 году ушёл на пенсию.
С 2002 года совместно с В. С. Морозом и самостоятельно опубликовал в местных газетах «Bicri Приднтров’я», «Своё мнение», «Приднепровская магистраль» и др., журнале «Апельсин» и сборниках 28 очерков по истории Екатеринослава, заводов имени Ленина и К. Либкнехта.
Совместно с А. Ф. Стародубовым и А. К. Фоменко под редакцией В. И. Большакова опубликовал два издания «Каталога почтовых открыток Екатеринослава 1895—1917» (2002) и (2003).
Совместно с В. И. Большаковым и В. С. Морозом опубликовал краеведческие книги «А так ли это было?» (2004) и «Очерки истории Екатеринослава» (2007).
Совместно с В. И. Большаковым опубликовал книгу-альбом «История Екатеринослава в почтовых карточках и фотографиях» (2009).

## Премии
- 1967 год — Государственная премия СССР (в авторском коллективе).
- 1982 год — премия Совета Министров СССР.
- 1990 год — Заслуженный деятель науки и техники Украинской ССР.
- 2009 год — лауреат премии А. Ф. Стародубова (за писательскую деятельность и весомый вклад в развитие изучения истории родного края).

## Награды
Награждён орденами Трудового Красного Знамени и «Знак Почёта», медалями СССР и Украины.